# Бенеш-Мраз Бета-Минор
Бенеш-Мраз Be-51 Бета Минор  је лаки спортско туристички авион произведен у Чехословачкој уочи Другог светског рата.

## Пројектовање и развој
Припада породици авиона Бенеш Мраз Be-50 коју је пројектовао чехословачки конструкторски тандем Павел Бенеш и Јарослав Мраз. У овој породици авиона су била три авиона: Бенеш Мраз Be-50 Бета-Минор; Бенеш Мраз Be-51 Бета-Минор и Бенеш Мраз Be-52 Бета-Мајор. Авиони су били двоседи дрвене конструкције, једнокрилни-нискокрилци са конзолним слободно-носећим крилима, са Walter-овим моторима и фиксним неувлачећим стајним трапом. Први лет, првог прототипа ове фамилије авиона је имао 1935. године. Главни конструктор ових авиона је био Инж. Павел Бенеш а авион се производио у фирми "Beneš & Mraz Tovarna na Letadla".
После успеха првог модела Бенеш Мрáз Be-50 Бета-Минор приступило се пројектовању и изради модела који је имао покривену кабину што га је учинило погодним за туристички авион. Овај модел је полетео 1937. године и носио ознаку Бенеш Мрáз Be-51 Бета-Минор и био је поуздан авион који је превалио пут Праг-Каиро-Праг прелетевши 13.000 km без иједног квара. Овај демонстрациони лет је допринео већој продаји овог авиона. После овога пројектован је и направљен акробатски авион који је у односу на претходне моделе имао, јачу структуру, мања крила и снажнији мотор од 130 KS.
Осим ове породице авиона фирма Beneš & Mráz Tovarna na Letadla, и њен главни конструктор инж П.Бенеш су направили читав низ прототипа и авиона који су се и серијски производили као што је: Be -150 Бета јуниор (5); Be-550 Биби (25) и Be-555 Супер Биби (10). Нажалост Други светски рат је прекинуо плодну активност ове успешне фирме и њеног главног конструктора инж П.Бенеш-а који су крчили себи пут на тржишту у јакој конкуренцији великих произвођача авиона као што су били, само у Чехословачкој Авиа, Аеро и Летов.

## Технички опис
Авион Бенеш Мраз Be-51 Бета-Минор је био двоседи авион дрвене конструкције. Распоред седишта у авиону је био тандем (једно из другог), оба седишта су била заштићена плексиглас поклопцем који се отварао у страну. Авион је имао дупле команде. Труп авиона је био дрвене конструкције обложен дрвеном лепенком сем предњег дела у коме се налазио мотор, он је био обложен алуминијумским лимом. Авион је био опремљен мотором Walter Minor 4cil, ваздухом хлађен мотор са четири цилиндра окренутих надоле. Снага мотора је била од 85 до 95 KS. На вратилу мотора се налазила дрвена вучна елиса фиксног корака. Крила авиона су била дрвене конструкције са две рамењаче, обложена дрвеном лепенком сем покретних делова који су имали конструкцију од дуралуминијума обложену дрвеном лепенком. Облик крила је био трапезаст са заобљеним крајем. крило је било управно на труп авиона. Стајни трап је био класичан са две независне ноге са уљаним амортизерима и точковима са нископритисним гумама. Ноге стајног трапа су биле причвршћене испод крила. Трећи точак се налазио испод репа авиона. Стајни трап је био неувлачећи у току лета (фиксан).

### Варијанте
- Be-50 Beta-Minor-Први серијски произведен авион из ове фамилије, произведено је укупно 43 авиона.
- Be-51 Beta-Minor-Модел авиона са покривеном кабином за пилоте, произведено је 65 авиона овог модела.
- Be-52 Beta-Major-Акробатска верзија авиона са мотором Walter Mikron снаге 130 KS, произведен 1 авион.

#### Техничке карактеристике авиона[1]
|                | Be-50             | Be-51             | Be-52             |
| посада         | 2                 | 2                 | 2                 |
| дужина         | 7,76 m            | 7,86 m            | 7,00              |
| размах         | 12,60 m           | 11,44 m           | 10,66 m           |
| висина         | 1,80 m            | 2,05 m            | 2,05 m            |
| повр. крила    | 15,30 m²          | 15,25 m²          | 14,00 m²          |
| маса празног   | 460 kg            | 480 kg            | 550 kg            |
| маса пуног     | 730 kg            | 760 kg            | 820 kg            |
| погон          | Walter Minor 4cil | Walter Minor 4cil | Walter Major 4cil |
| снага          | 85 do 95 KS       | 85 do 95 KS       | 130 KS            |
| брзина         | 195 km/h          | 205 km/h          | 235 km/h          |
| долет          | 750 km            | 800 km            | 600 km            |
| плафон лета    | 5200 m            | 5000 m            | 5200 m            |
| Број примерака | 43                | 65                | 1                 |

## Земље које су користиле Авион
- Чехословачка
- Словачка
- Нацистичка Немачка
- Независна Држава Хрватска
- Југославија

## Авион Бенеш-Мраз Be-51 Бета Минор у Југославији
Зракопловству НДХ је у првој половини 1943. године Немачка продала 25 авиона Бенеш-Мраз Be-51 Бета Минор који су заробљени приликом окупације Чехословачке. Ове авионе су хрватски пилоти прелетели у Загреб. Коришћен је за везу и извиђање, а 10 авиона је предато пилотској школи у Борову, а остали су разврстани по базама.
Када су Партизани први пут заузели Бања Луку 21. септембра 1944. године, успели су да заузму и аеродром Залужани, који је био велика ваздухопловна база Зракопловства НДХ. На њему су се затекле три ескадриле и пратећи састав. Већ у току борбе део земаљског састава базе и неки пилоти прешли су на страну Партизана. А то се наставило и по завршетку напада.
Тако да је одмах сутрадан од исправних авиона и људства из НДХ формирана Ескадрила 5 корпуса НОВЈ. Исправни авиони су били: три Моран Солниер MS.406, два Капрони, два Бенеш-Мраз Be-51 Бета Минор и један Бикер Bu-131 Јунгман. Одмах су употребљени за напад на тврђаву Каштел која се налази у Бања Луци, у којој су били усташки и немачки војници, а који су одбили да се предају. Напади нису били нарочито успешни и браниоци у тврђави су одолевали све док им у помоћ нису стигли Немци. По доласку Немаца Авиони су пребазирани на аеродром код Санског Моста. Успели су да прелете два Бенеш-Мраз Be-51 Бета Минор, један Моран Солниер MS.406, један Бикер Bu-131 Јунгман и неколико камиона са алатом, деловима и горивом. За седам дана борбених дејстава (колико је трајала бањалучка операција овог корпуса) ова ескадрила је остварила 36 борбених летова и остварила једну ваздушну победу.
Аеродром код Санског Моста је био мали, помоћни и импровизован, услови су били далеко од услова у бази Залижани. У то време је настало затишје и авиони су само 10. октобра извршили један извидјачки лет. Вршена је тренажа пилота и припрема авиона за будуће задатке. Убрзо је потрошен материјал донет из базе. И поред тога крајем октобра је извршено неколико борбених летова.
20. октобра 1944 су пребазирани на аеродром Ћурчића Луг код Бугојна, због оперативних захвата. Ту је формирана нова Ваздухопловна база 5 корпуса, која је имала задатак да снабдева ескадрилу петог корпуса и да прикупља и преноси ратни материјал који су савезници дотурали падобранима. Овде су презимили са мало полетања у то све у циљу извиђања, међутим, у фебруару су већ имали већи број полетања због одржавања везе између јединица и пренос поште на релацији Бугојно-Сански Мост и Бугојно-Тузла. У том циљу су извршена 12 авио полетања .
При завршним операцијама за ослобођење земље заробљено је још 4 ова авиона тако да је ратно ваздухопловство ЈА користило 6 ових авиона у току 1944/45. године.